# Ying Tung Natatorium
Ying Tung Natatorium – kryty obiekt pływacki w Pekinie, stolicy Chin.
Obiekt został wybudowany przed Igrzyskami Azjatyckimi 1990, w trakcie których odbyły się w nim zawody pływackie. Po tych igrzyskach arenę nazwano na cześć hongkońskiego biznesmena Henry’ego Fok Ying Tunga, który miał znaczący wkład w finansowanie jej budowy. Basen powstał jako jeden z obiektów kompleksu sportowego Beijing Olympic Sports Center. Obiekt był także jedną z aren Letniej Uniwersjady 2001. W latach 2006–2007, w związku z Letnimi Igrzyskami Olimpijskimi 2008, pływalnia została zmodernizowana. Podczas igrzysk olimpijskich w 2008 roku odbyły się w niej mecze turnieju piłki wodnej oraz zawody pływackie w ramach pięcioboju nowoczesnego.
W głównej hali obiektu znajdują się dwa baseny, standardowy basen olimpijski o wymiarach 25 × 50 m oraz mniejszy basen (25 × 25 m) z wieżami do skoków do wody. Wzdłuż basenów, po obu stronach, znajdują się dwie trybuny, mogące łącznie pomieścić 4852 widzów. W budynku znajdują się również dwa kolejne baseny, rozgrzewkowy (11,5 × 50 m) i rekreacyjny (11,5 × 10 m).